# Tattoo You
Albums de The Rolling Stones
Emotional Rescue
(1980) Still Life: American Concert 1981
(1982)
Singles
1. Start Me Up
Sortie : 14 août 1981
2. Waiting on a Friend
Sortie : 30 novembre 1981
3. Hang Fire
Sortie : avril 1982

Tattoo You est le seizième album des Rolling Stones. Il est sorti le 24 août 1981 sur le label Rolling Stones Records et a été produit par The Glimmer Twins.

## Historique

### Contexte
En 1980, les Rolling Stones préparent pour 1981 une tournée des stades aux États-Unis mais n'ont pas d'album à promouvoir. Mick Jagger et Keith Richards n'ont pas écrit de nouvelles chansons depuis un bon moment et n'ont pas le temps d'écrire un nouvel album avant le début de la tournée. L'ingénieur du son, Chris Kimsey, qui avait travaillé avec les Stones sur les deux albums précédents, Some Girls et Emotional Rescue, sait qu'il y a une grande quantité de titres enregistrés ou incomplets qui dorment dans les tiroirs. Il en fait une large sélection et en prépare un mixage dans les Studios Olympic de Londres avant de les envoyer aux membres du groupe. Les paroles manquent cependant sur la plupart des titres, Mick Jagger se met donc au travail pour les écrire ou les compléter et les enregistre en plein hiver à Paris avec l'aide du studio mobile Rolling Stones. Les ultimes enregistrements complémentaires ont lieu à Boulogne-Billancourt aux studios Pathé-Marconi en avril et mai 1981.

### Dates et lieux d'enregistrements
Cet album contient des chansons qui avaient été laissées de côté lors des sessions d'enregistrement d'albums précédents. 
Enregistrements archivés utilisés pour cet album
- 5 novembre - 13 décembre 1972, sessions pour l'enregistrement de l'album Goats Head Soup aux Dynamic Sound Studios de Kingston en Jamaïque. Titres retenus : Tops et Waiting on a Friend
- 22 janvier - 9 février 1975, sessions pour l'enregistrement de l'album Black and Blue à Rotterdam aux Pays-Bas avec le studio mobile Rolling Stones. Titres retenus : Slave et Worried About You.
- 10 octobre - 15 décembre 1977 et 5 janvier - 2 mars 1978, sessions pour l'album Some Girls aux studios Pathé-Marconi de Paris. tires retenus : Start Me Up, Hang Fire (en partie) et Black Limousine.
- 22 janvier - 12 février 1979 aux Compass Point Studios de Nassau aux Bahamas et 10 juin - 19 octobre 1979 aux studios Pathé- Marconi de Paris, sessions pour l'enregistrement de l'album Emotional Rescue. Titres retenus : Hang Fire (en partie), Little T&A, Neighbours, Heaven et No Use In Crying.

Enregistrements complémentaires et mixage 
- 11 octobre - 12 novembre 1980 et 25 novembre - mi-décembre 1980 : studios Pathé-Marconi, Paris.
- Avril - mai 1981 : dans un entrepôt de Paris avec le studio mobile Rolling Stones.
- Mai -juillet 1981 : mixage effectué par Bob Clearmountain à New York dans les Studios Atlantic, Studios Electric Lady, The Hit Factory et Power Station.

### Réception
L'album se classe à la première place des charts américains, canadiens, hollandais, néo-zélandais et français. Il n'atteint que la 2e place des charts britanniques mais reste classé 29 semaines. Après Some Girls, il est le deuxième album des Stones le plus vendu aux États-Unis, avec plus de quatre millions d'exemplaires écoulés (quadruple disque de platine).

## Liste des titres
Tous les titres ont été écrits et composés par Mick Jagger et Keith Richards, sauf indications contraires.
| Face 1 | Face 1                          | Face 1                 | Face 1                       | Face 1 | Face 1 | Face 1 | Face 1 | Face 1 | Face 1 |
| No     | Titre                           | Auteur                 | Sessions                     | Durée  |        |        |        |        |        |
| ------ | ------------------------------- | ---------------------- | ---------------------------- | ------ | ------ | ------ | ------ | ------ | ------ |
| 1.     | Start Me Up                     | Jagger, Richards       | Some Girls                   | 3:32   |        |        |        |        |        |
| 2.     | Hang Fire                       | Jagger, Richards       | Some Girls, Emotional Rescue | 2:20   |        |        |        |        |        |
| 3.     | Slave (temps version LP : 4:59) | Jagger, Richards       | Black and Blue               | 6:32   |        |        |        |        |        |
| 4.     | Little T&A                      | Jagger, Richards       | Emotional Rescue             | 3:22   |        |        |        |        |        |
| 5.     | Black Limousine                 | Jagger, Richards, Wood | Some Girls                   | 3:32   |        |        |        |        |        |
| 6.     | Neighbours                      | Jagger, Richards       | Emotional Rescue             | 3:31   |        |        |        |        |        |
| 23:04  |                                 |                        |                              |        |        |        |        |        |        |

| Face 2 | Face 2              | Face 2                 | Face 2           | Face 2 | Face 2 | Face 2 | Face 2 | Face 2 | Face 2 |
| No     | Titre               | Auteur                 | Sessions         | Durée  |        |        |        |        |        |
| ------ | ------------------- | ---------------------- | ---------------- | ------ | ------ | ------ | ------ | ------ | ------ |
| 7.     | Worried About You   | Jagger, Richards       | Black and Blue   | 5:17   |        |        |        |        |        |
| 8.     | Tops                | Jagger, Richards       | Goats Head Soup  | 3:46   |        |        |        |        |        |
| 9.     | Heaven              | Jagger, Richards       | Emotional Rescue | 4:24   |        |        |        |        |        |
| 10.    | No Use in Crying    | Jagger, Richards, Wood | Emotional Rescue | 3:24   |        |        |        |        |        |
| 11.    | Waiting on a Friend | Jagger, Richards       | Goats Head Soup  | 4:34   |        |        |        |        |        |
| 21:33  |                     |                        |                  |        |        |        |        |        |        |

| 1. | Living in the Heart of Love | 4:13 |
| 2. | Fiji Jim                    | 4:01 |
| 3. | Troubles a' Comin'          | 4:16 |
| 4. | Shame, Shame, Shame         | 4:14 |
| 5. | Drift Away                  | 4:07 |
| 6. | It’s a Lie                  | 4:57 |
| 7. | Come to the Ball            | 3:41 |
| 8. | Fast Talking, Slow Walking  | 5:40 |
| 9. | Start Me Up (Early Version) | 4:40 |

| 1.  | Under My Thumb                             | 3:51  |
| 2.  | When the Whip Comes Down                   | 4:34  |
| 3.  | Let's Spend the Night Together             | 4:22  |
| 4.  | Shattered                                  | 4:41  |
| 5.  | Neighbours                                 | 4:10  |
| 6.  | Black Limousine                            | 3:51  |
| 7.  | Just My Imagination (Running Away with Me) | 9:32  |
| 8.  | Twenty Flight Rock                         | 1:46  |
| 9.  | Going to a Go-Go                           | 3:40  |
| 10. | Chantilly Lace                             | 4:12  |
| 11. | Let Me Go                                  | 4:06  |
| 12. | Time Is on My Side                         | 3:51  |
| 13. | Beast of Burden                            | 7:23  |
| 14. | Let It Bleed                               | 6:00  |
| 15. | You Can't Always Get What You Want         | 10:48 |
| 16. | Band Introductions                         | 1:24  |
| 17. | Little T&A                                 | 3:21  |
| 18. | Tumbling Dice                              | 4:27  |
| 19. | She's So Cold                              | 4:11  |
| 20. | Hang Fire                                  | 2:27  |
| 21. | Miss You                                   | 7:49  |
| 22. | Honky Tonk Women                           | 3:31  |
| 23. | Brown Sugar                                | 3:24  |
| 24. | Start Me Up                                | 4:40  |
| 25. | Jumpin' Jack Flash                         | 6:02  |
| 26. | (I Can't Get No) Satisfaction              | 6:02  |

## Musiciens

### The Rolling Stones
- Mick Jagger : chant (sauf sur 4), chœurs (sauf sur 5), guitare électrique (9, 10), harmonica (5), percussions (9)
- Keith Richards : guitare électrique (sauf sur 9), basse (4), chant (4), chœurs (1-4, 6, 7, 10)
- Ronnie Wood : guitare électrique (sauf sur 7-9, 11) basse (2), chœurs (1, 2, 4, 6, 10)
- Bill Wyman : basse (sauf sur 2, 4), guitare (9), synthétiseur (9), percussions (9)
- Charlie Watts : batterie, percussions (9)

### Musiciens additionnels
- Wayne Perkins : guitare solo (7)
- Mick Taylor : guitare (8)
- Billy Preston : claviers (3, 7)
- Nicky Hopkins : piano (8, 10, 11), orgue (10)
- Ian Stewart : piano (2, 4-6)
- Chris Kimsey : piano électrique (9)
- Sonny Rollins : saxophone (3, 6, 11)
- Pete Townshend : chœurs (3)
- Samir Foughali : congas (3)
- Ollie Brown : percussions (3, 7)
- Jimmy Miller : percussions (8)
- Mike Carabello: sonaille (1), congas (3), güiro, claves, cabasa et congas (11)
- Barry Sage : claquements de mains (1)

## Classements et certifications

### Classements
| Pays             | Durée du classement | Meilleur classement | Date              |
| ---------------- | ------------------- | ------------------- | ----------------- |
| Allemagne        | 18 semaines         | 3e                  | 5 octobre 1981    |
| Australie        | 26 semaines         | 1er                 | 28 septembre 1981 |
| Autriche         | 12 semaines         | 2e                  | 1er octobre 1981  |
| Belgique (V)     | 3 semaines          | 10e                 | 30 octobre 2021   |
| Belgique (W)     | 3 semaines          | 15e                 | 30 octobre 2021   |
| Canada           | 32 semaines         | 1er                 | 10 octobre 1981   |
| Espagne          | 4 semaines          | 15e                 | 31 octobre 2021   |
| États-Unis       | 59 semaines         | 1er                 | 19 septembre 1981 |
| France           | 35 semaines         | 1er                 | 1981              |
| Italie           | -                   | 3e                  | 1981              |
| Norvège          | 21 semaines         | 3e                  | 14 septembre 1981 |
| Nouvelle-Zélande | 49 semaines         | 1er                 | 13 septembre 1981 |
| Pays-Bas         | 36 semaines         | 1er                 | 19 septembre 1981 |
| Portugal         | 2 semaines          | 23e                 | 31 octobre 2021   |
| Royaume-Uni      | 29 semaines         | 2e                  | 12 septembre 1981 |
| Suède            | 13 semaines         | 3e                  | 11 septembre 1981 |
| Suisse           | 3 semaines          | 8e                  | 31 octobre 2021   |

### Certifications
| Pays             | Certification | Ventes      | Date              |
| ---------------- | ------------- | ----------- | ----------------- |
| Canada           | 4 × Platine   | 400 000 +   | 1er décembre 1982 |
| Espagne          | Or            | 50 000 +    | 1982              |
| États-Unis       | 4 × Platine   | 4 000 000 + | 31 mai 2000       |
| France           | Or            | 100 000 +   | 1981              |
| Nouvelle-Zélande | Platine       | 15 000 +    | 20 décembre 1981  |
| Pays-Bas         | Or            | 50 000 +    | 1982              |
| Royaume-Uni      | Or            | 100 000 +   | 16 septembre 1981 |

### Singles
Start Me Up
| Chart                  | Durée du classement | Position | Date              |
| ---------------------- | ------------------- | -------- | ----------------- |
| Hot 100                | 24 semaines         | 2e       | 31 octobre 1981   |
| Mainstream Rock Tracks | 31 semaines         | 1er      | 5 septembre 1981  |
| Single Top 100         | 11 semaines         | 36e      | 12 octobre 1981   |
| ARIA Charts            | 18 semaines         | 1er      | 9 novembre 1981   |
| Ö3 Austria Top 40      | 6 semaines          | 14e      | 1er novembre 1981 |
| (V) Ultratop           | 11 semaines         | 7e       | 17 octobre 1981   |
| RPM Top Singles        | 14 semaines         | 2e       | 17 octobre 1981   |
| Single Top 100         | 20 semaines         | 2e       | 22 novembre 1981  |
| VG-lista               | 3 semaines          | 8e       | 5 octobre 1981    |
| RMNZ Singles Top40     | 12 semaines         | 33e      | 6 décembre 1981   |
| Mega Top 50            | 8 semaines          | 5e       | 3 octobre 1981    |
| UK Singles Chart       | 9 semaines          | 7e       | 12 septembre 1981 |
| Sverigetopplistan      | 2 semaines          | 14e      | 11 septembre 1981 |
| Schweizer Hitparade    | 8 semaines          | 5e       | 27 septembre 1981 |

Waiting on a Friend
| Chart                  | Durée du classement | Position | Date             |
| ---------------------- | ------------------- | -------- | ---------------- |
| Hot 100                | 15 semaines         | 13e      | 6 février 1982   |
| Mainstream Rock Tracks | 14 semaines         | 8e       | 30 janvier 1982  |
| (V) Ultratop           | 9 semaines          | 15e      | 16 janvier 1982  |
| RPM Top Singles        | 9 semaines          | 10e      | 6 février 1982   |
| Single Top 100         | 12 semaines         | 40e      | 28 février 1982  |
| Mega Top 50            | 9 semaines          | 17e      | 2 janvier 1982   |
| UK Singles Chart       | 6 semaines          | 50e      | 19 décembre 1981 |

Hang Fire
| Chart                  | Durée du classement | Position | Date            |
| ---------------------- | ------------------- | -------- | --------------- |
| Hot 100                | 11 semaines         | 20e      | 8 mai 1982      |
| Mainstream Rock Tracks | 17 semaines         | 2e       | 10 octobre 1981 |

Little T&A
| Chart                  | Durée du classement | Position | Date             |
| ---------------------- | ------------------- | -------- | ---------------- |
| Mainstream Rock Tracks | 16 semaines         | 5e       | 21 novembre 1981 |